# 象岛猪笼草
象岛猪笼草（学名：Nepenthes chang）是泰国中部班萨山脉（Banthad Mountains）海拔300米至600米处特有的热带食虫植物。其与贡布猪笼草（N. kampotiana）之间存在着密切的近缘关系。
象岛猪笼草的种加词“chang”来源于其模式标本的采集地泰国象岛。

## 植物学史

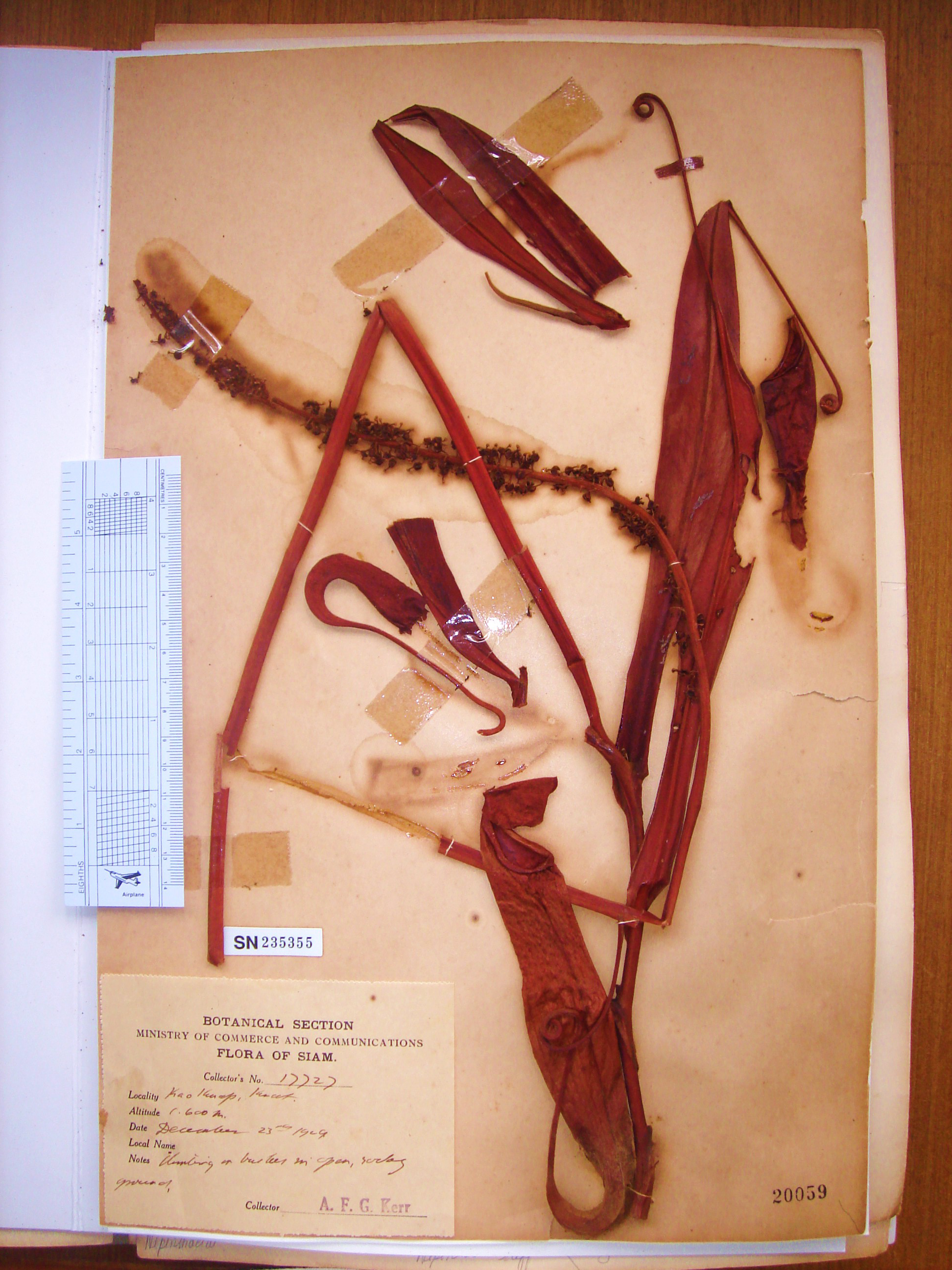
已知最早的象岛猪笼草标本（Kerr 17727）

1929年，阿瑟·弗朗西斯·乔治·克尔采集到了已知最早的象岛猪笼草标本。该标本标号为“Kerr 17727”，采集于泰国桐艾府考夸（Khao Kuap）海拔约600米处。其存放于曼谷植物标本馆（BK）。
马尔切洛·卡塔拉诺在其2010年的著作《泰国的猪笼草》中，对象岛猪笼草进行正式描述。这份描述由阿拉斯泰尔·罗宾逊复核，安德烈亚斯·弗莱施曼（Andreas Fleischmann）提供拉丁文翻译。编号为“Catalano 013394”的标本被指定为模式标本。2009年，马尔切洛·卡塔拉诺在象岛海拔约300米处采集到这份标本，并存放于朱拉隆功大学植物标本馆（BCU）。

## 形态特征
象岛猪笼草为藤本植物，可攀爬约5米的高处。茎为圆柱形，直径4至6毫米。节间距可长达5厘米。莲座状植株的茎通常为橙色至红色，攀援植株的茎为浅绿色。

### 叶
象岛猪笼草的叶片无柄，革质，呈披针形，可长达35厘米，宽至5厘米，厚约0.2毫米。叶尖为急尖，叶基渐狭，包住茎周长的四分之三，并下延形成可宽至4厘米的翼。中脉的两侧各有3条纵脉，但仅出现于叶片的末四分之一。羽状脉可见，斜发自中脉。笼蔓可长达30厘米，直径约2毫米。上位笼的笼蔓常具笼蔓圈。成熟的叶片通常为暗绿色。莲座状植株的新叶为红色；成年植株下部的新叶为橙色，而上部的新叶为黄色。与莲座状植株的茎一样，其中脉和笼蔓也为橙色至红色，而攀援茎的中脉和笼蔓为浅绿色。

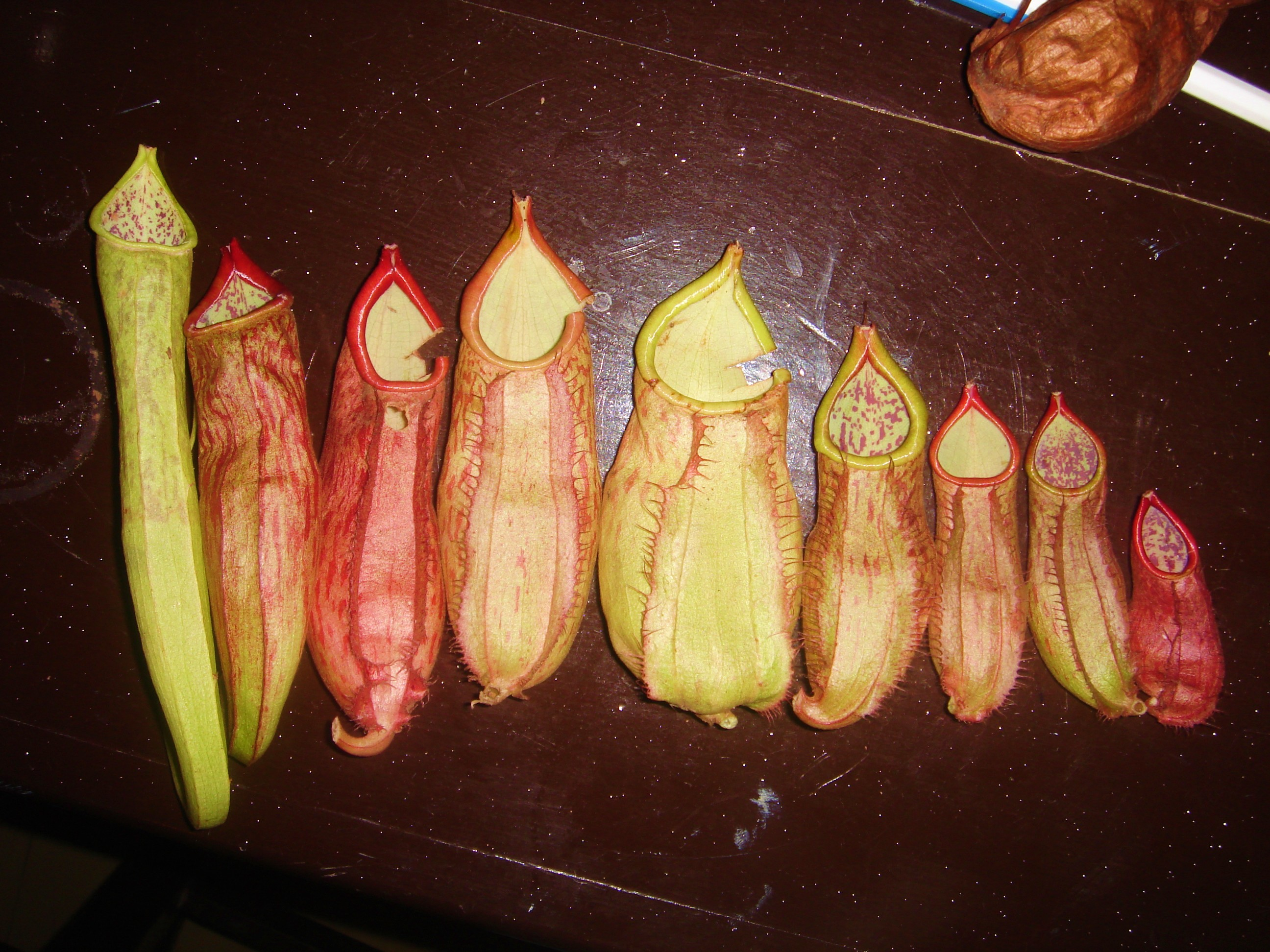
象岛猪笼草的上位笼、中位笼及上位笼

### 捕虫笼
象岛猪笼草的下位笼通体为卵形或下三分之一为卵形，上部缩窄。其可高达12厘米，宽至5厘米。下位笼的中部可能具笼肩。其腹面具一对可宽达6毫米的笼翼，及较短的翼须。笼口倾斜，为圆形至卵形。唇为圆柱形，两侧可宽达5毫米。唇齿可长达0.3毫米。笼盖扁平，为圆形至卵形或椭圆形，基部略呈心形，可长达4厘米，宽至3.5厘米。笼盖的下表面无附属物，但具有大量火山口状的蜜腺，其直径不超过1毫米。越靠近中线处的蜜腺，其体型越大。笼盖基部的后方具有一根不分叉的笼蔓尾，长度不超过6毫米。下位笼的外表面通常为绿色至橙色，或者为粉红色并带红色的条纹。下位笼内表面的蜡质区还可能具有红色的斑点。唇的颜色为绿色至红色。
象岛猪笼草的上位笼为管状，且体型都远大于下位笼，可高达25厘米，宽至3厘米。笼翼或缩小为一对隆起，或仅宽达1毫米。笼口倾斜。唇外缘通常略呈片状，宽度均匀。笼盖以及其他部分类似于下位笼。上位笼的颜色较下位笼浅，外表面通常为淡绿色，内表面蜡质区可能具红色的斑点。唇通体为绿色。笼盖可能为全绿或带有红色的条纹。

### 花序
象岛猪笼草的花序为总状花序。雄性花序可长达70厘米，总花梗长35至50厘米，花序轴长17至22厘米。整个花序具30至130朵花。每个花梗带两朵花，基部长1至3毫米，分支长2至9毫米。部分或全部的花梗，其基部可具短苞片，长度不超过0.5毫米。雄蕊柄可长达1.5毫米，约二分之一覆盖毛被。花被片为椭圆形，可长达3毫米，宽至1.5毫米。花刚开时，花被片为绿色，之后转变为深橙色或深红色。而雌性花序与雄性花序的区别在于，雌性花序的花梗只带一朵花，且无苞片，长3至12毫米。此外，雌性花序的花轴长达8至22厘米，花被片总为绿色。

### 其他
象岛猪笼草全身除了叶片上表面之外，都覆盖着白色或灰色的毛被，其长0.1至0.5毫米。
象岛猪笼草和其他分布于中南半岛的猪笼草一样，也具有发达的根系。

## 生态关系

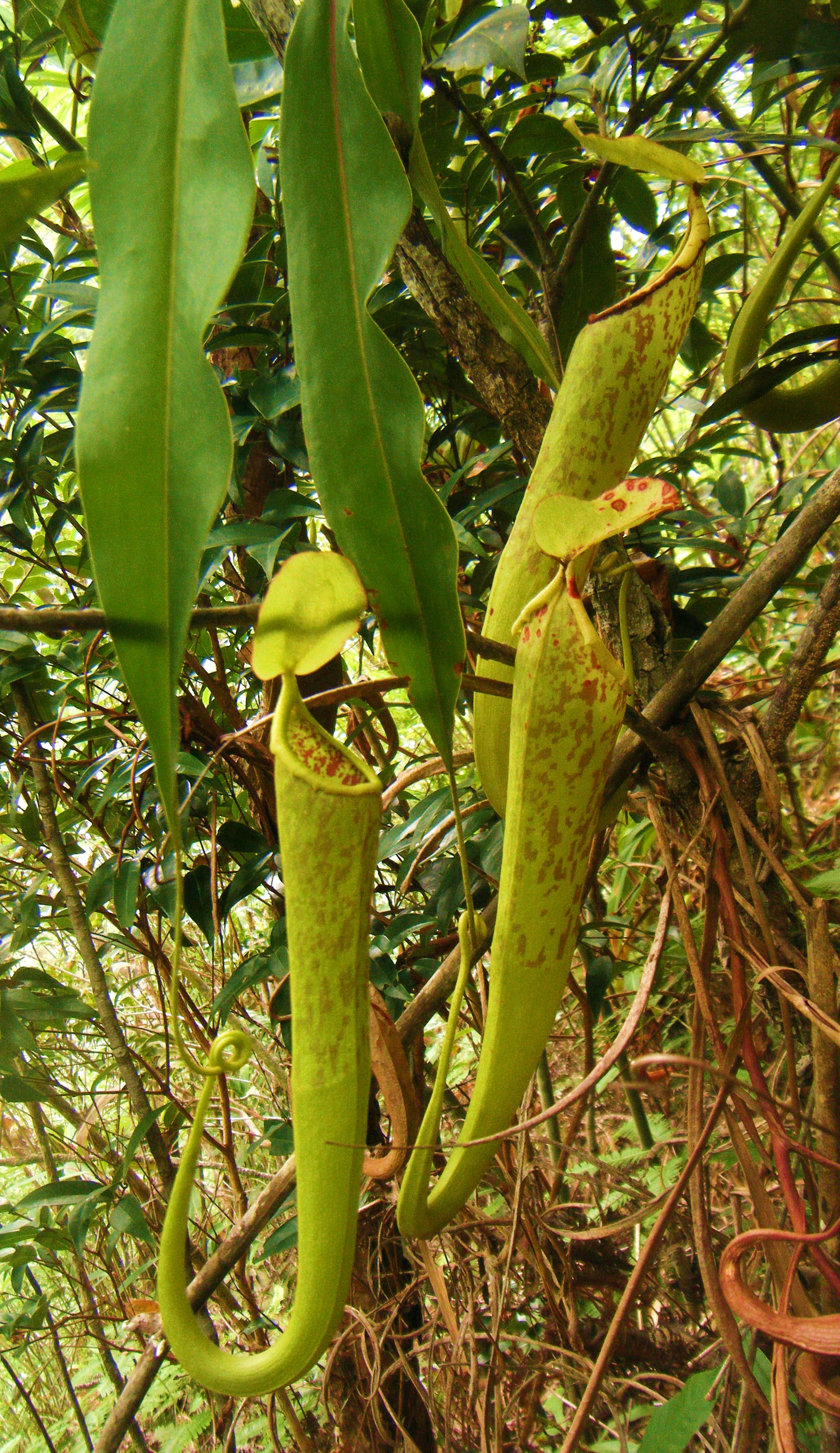
象岛猪笼草典型的上位笼

象岛猪笼草是泰国中部班萨山脉特有的热带食虫植物，其中就包括了象岛和考夸。象岛猪笼草陆生于开阔且陡峭森林中，其基质通常为泥炭。原生地海拔为300米至600米。其分布范围可能延伸至柬埔寨的豆蔻山脉附近。
尚未发现象岛猪笼草的自然杂交种。

## 相关物种
象岛猪笼草与贡布猪笼草之间存在着密切的近缘关系。它们的区别在于：
| 象岛猪笼草与贡布猪笼草之间形态特征的差别 |                  |              |
| 形态特征                                 | 象岛猪笼草       | 贡布猪笼草   |
| 雄性花序的花梗                           | 基部带2朵花      | 只带1朵花    |
| 毛被                                     | 部分组织具毛被   | 无毛被       |
| 叶片厚度                                 | 约0.5毫米        | 约0.2毫米    |
| 叶片颜色                                 | 新叶为黄色至红色 | 浅绿色       |
| 上位笼                                   | 管状             | 倒卵形或卵形 |
| 下位笼                                   | 唇两侧较宽       | 唇宽度均匀   |

## 扩展阅读
- 中南半岛的猪笼草
- 食虫植物照片搜寻引擎中象岛猪笼草的照片（页面存档备份，存于）

 维基共享资源上的相關多媒體資源：象岛猪笼草
 維基物種上的相關：象岛猪笼草